# Michel Chrestien
Michel Chrestien é um personagem fictício da Comédia Humana de Honoré de Balzac. Faz parte do grupo de grandes homens do Cenáculo, reunião de intelectuais íntegros da Comédia. Republicano federalista, é amigo de Joseph Bridau. Ele se torna um grande homem de Estado discreto, cujas ações permanecerão desconhecidas.

## Biografia
Em 1819, em La Rabouilleuse ele é convidado à casa da mãe de Joseph Bridau, que festeja a volta de seu filho, Philippe Bridau, do Texas. Ele serve de modelo a Joseph para um quadro de senador romano.
Em 1822, em Illusions perdues ele se bate em duelo com Lucien de Rubempré para defender a honra de Daniel d'Arthez, que Lucien atacou injustamente em um jornal, mesmo tendo Daniel como amigo. 
Em 1830, em Les Secrets de la princesse de Cadignan, durante os dias de julho, por amor de Diane de Maufrigneuse que o pede, ele salva a vida do duque de Mafrigneuse.
Em seis de junho de 1832, em Illusions perdues, ele é assassinado no claustro de Saint-Merry.